# Frankrikes U20-damlandslag i handboll
Frankrikes U20-damlandslag i handboll representerar Frankrikes damer i handboll vid U19-EM och U20-VM.